# ريبيرا دي أريبا
بلدية ريبيرا دي أريبا (بالإسبانية: Ribera de Arriba) هي بلدية تقع في منطقة أستورياس شمال غرب إسبانيا.

## الديموغرافيا
بلغ عدد سكان بلدية ريبيرا دي أريبا 1.984 نسمة عام 2011 (وفقاً للمعهد الوطني للإحصاء الإسباني).
| 2.095 | 2.034 | 1.987 | 1.968 | 2.000 | 1.973 | 1.984 |